# Ignacy Gazurek

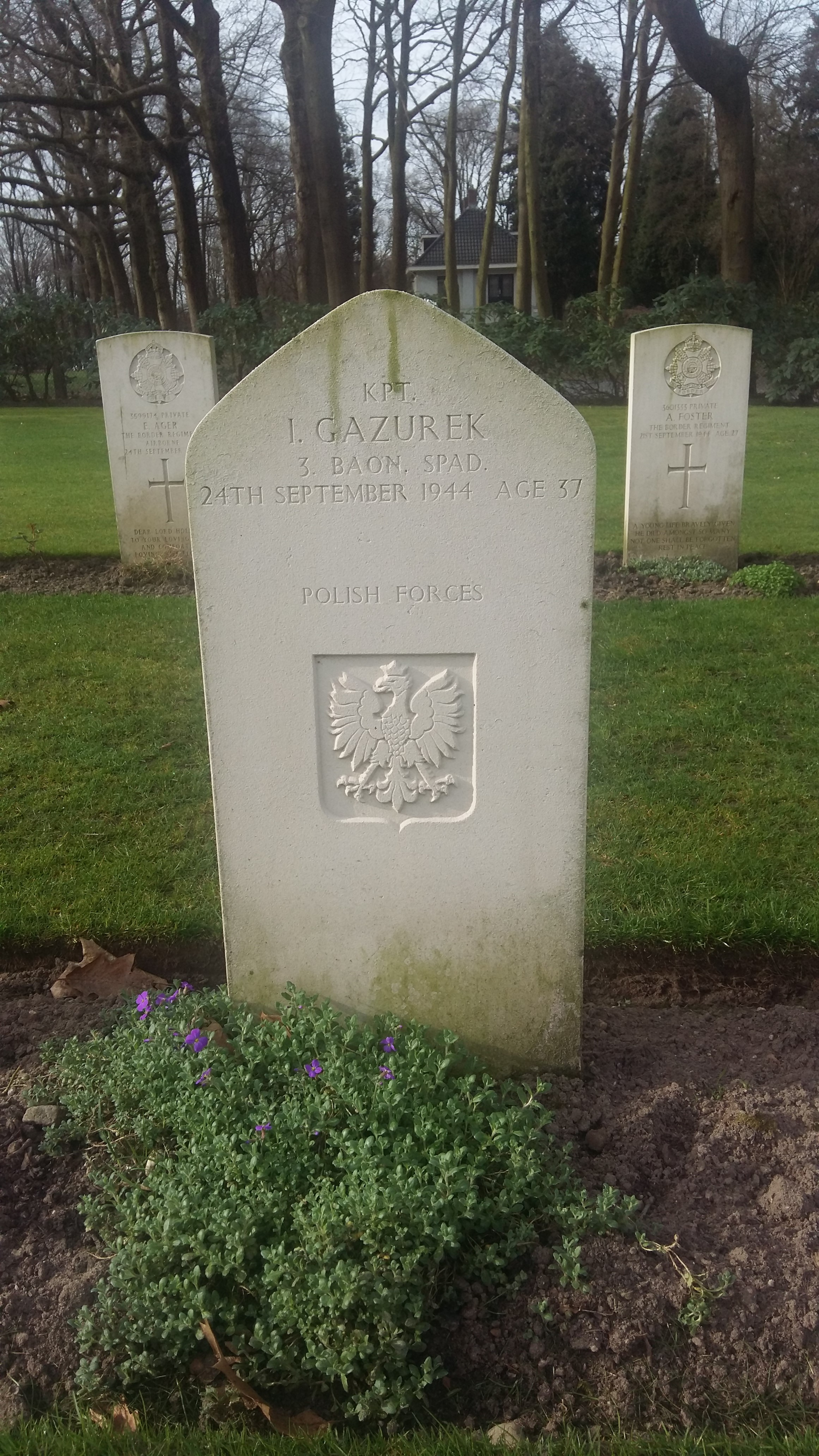
Grób kpt. Ignacego Gazurka na Cmentarzu Wojskowym w Oosterbeek

Ignacy Gazurek (ur. 16 marca 1907 w Istebnej, zm. 24 września 1944 w Oosterbeek) – kapitan piechoty Wojska Polskiego, oficer wojsk powietrznodesantowych podczas II wojny światowej.

## Życiorys
W 1927 r. ukończył  5-letnie Seminarium Nauczycielskie w Cieszynie, a w 1930 r. Szkołę Podchorążych Rezerwy w Krakowie. Służbę rozpoczął w 20 pułku piechoty, a 1 stycznia 1933 r. został mianowany na stopień podporucznika rezerwy i został zastępcą dowódcy Kompanii Obywatelskiej w Istebnej.
W kampanii wrześniowej 1939 r. dowodził plutonem strzeleckim w 45 pułku piechoty Strzelców Kresowych, a po przedostaniu się do Francji w styczniu 1940 r. objął dowództwo kompanii w 10 pułku piechoty. 
Po upadku Francji przedostał się do Wielkiej Brytanii, gdzie otrzymał w październiku 1940 przydział do 4 Brygady Kadrowej Strzelców, a która we wrześniu 1941 r. przemianowana została na 1 Samodzielną Brygadę Spadochronową. 1 marca 1943 r. został mianowany kapitanem i wyznaczony na dowódcę 9 kompanii, a następnie dowódcę III batalionu, z którym wziął udział w operacji Market-Garden. Wylądował na spadochronie 21 września 1944 r. w rejonie Driel. Wraz z 8 kompanią spadochronową w nocy z 22 na 23 września przeprawił się na północną stronę Renu. Osłaniał tam wycofujących się brytyjskich spadochroniarzy z 1 Dywizji Powietrznodesantowej. Zginął w walce 24 września 1944 r. niedaleko Arnhem trafiony przez nieprzyjacielskiego strzelca wyborowego w ogródku przy Stationsweg 9 w Oosterbeek. Został pochowany na Cmentarzu Wojskowym w Oosterbeek, kwatera 25B–5. 
Od 1991 roku imię kpt. Ignacego Gazurka nosi 18 Bielski batalion powietrznodesantowy.

## Odznaczenia
Został uhonorowany m.in. następującymi odznaczeniami:
- Krzyż Walecznych
- Medal Obrony
- Gwiazda Francji i Niemiec
- Znak Spadochronowy nr 0716
- Bojowy Znak Spadochronowy